# 8155 Battaglini
8155 Battaglini este un asteroid din centura principală de asteroizi.

## Descriere
8155 Battaglini este un asteroid din centura principală de asteroizi. A fost descoperit pe 17 august 1988 la Observatorul San Vittore din Bologna. Asteroidul prezintă o orbită caracterizată de o semiaxă mare de 2,67 ua, o excentricitate de 0,22 și o înclinație de 2,5° în raport cu ecliptica.